# Neocheritra toshikoae
Neocheritra toshikoae är en fjärilsart som beskrevs av Hayashi 1978. Neocheritra toshikoae ingår i släktet Neocheritra och familjen juvelvingar. Inga underarter finns listade i Catalogue of Life.